# Абчук, Авром Пинхусович
Авром Пинхусович Абчук (в различных изданиях переводов на русский язык также Абрам Пинхасович и Аврам Пинхусович; 1897, Луцк — 10 октября 1937) — еврейский советский писатель и поэт, критик.

## Биография
Родился в Луцке в многодетной семье резника. В пятилетнем возрасте был отдан родителями в хедер, в десятилетнем возрасте остался без отца. Воспитывался в семье дяди, позже у старшей сестры. Продолжить обучение в городской гимназии из-за так называемой «процентной нормы», которая ограничивала доступ детям еврейского происхождения в учебные заведения царской России, не смог. В 13 лет покинул родительский дом и уехал в Киев. Устроился на работу, не имея жилья, часто посещал рабочий клуб, слушал выступление известных поэтов Давида Гофштейна, Переца Маркиша, Льва Квитко и Давида Бергельсона. По окончании литературной части Абчук попросил почëтных гостей ознакомиться с его стихами, которые он втайне от всех писал. В 1916 году уехал в Вену, где жил до Февральской революции. Лишь в 1918 году поступил в восьмой класс гимназии, которую окончил уже в следующем году. Одновременно в 1918—1920 годах работал учителем на вечерних курсах для еврейских рабочих, преподавал еврейский язык и литературу. В 1920—1922 годах работал зубным техником в зубоврачебном кабинете, в 1922—1923 годах — преподавал в еврейской школе.
В 1923 году нелегально перешёл границу между Польшей и СССР и поселился в Киеве, работал воспитателем в доме подростков, учителем в трудовой школе. С 1927 по 1930 год преподавал еврейский язык и литературу в Киевской партийной школе. В 1928 году был принят в аспирантуру литературной секции Института еврейской пролетарской культуры при ВУАН. После окончания аспирантуры в 1931 году был оставлен научным работником там же.
Д. Гофштейн, ознакомившись с произведениями начинающего поэта, интуитивно почувствовал, что перед ним — народный самородок. Узнав, что юноша не имеет в Киеве жилья, пригласил к себе на квартиру. А затем устроил его воспитателем в недавно открытый дом для беспризорников, ввëл в литературную среду.
Уже первые публикации А. Абчука в еврейской периодике принесли ему признание. Как заметила тогдашняя критика,

«на небосклоне еврейской литературы засверкала новая заря»
.
Молодой писатель не только писал новеллы и очерки, но и упорно учился. Окончил Киевский высший институт народного образования. Работал учителем, а когда в начале 1930-х годов в Киеве открылся Еврейский научно-исследовательский институт АН УССР, стал одним из первых его научных сотрудников.

## Творчество
Писал А. Абчук на идише. С 1926 г. публиковал рассказы в журнале «Ди ройте велт». В начале 1930-х годов появляются сборники его новелл, критических трудов, монографии. Наиболее известен насыщенный юмором роман «Хершл Шамай» (1929; часть 2 — 1934), посвящённый процессу превращения жителей еврейских местечек в промышленных рабочих. Книга Абчука «Этюдн ун материалн цу дер гешихте фун дер идишер литератур-бавегунг ин ФССР» («Очерки и материалы по истории еврейского литературного движения в СССР», 1934) содержит важные данные по истории еврейской литературы в послереволюционной России.
В 1928—1932 года А. Абчук был одним из редакторов журнала «Пролит», а затем журнала «Фармест». По идейно-эстетическому направлению творчество А. Абчук примыкал к литературной организации ВУСПП (Всеукраинскому Союзу пролетарских писателей). Некоторое время был её секретарём. Как один из самых авторитетных еврейских прозаиков и критиков, он в составе писательской делегации Украины, куда входили также П. Тычина, М.Рыльский, И. Микитенко, П. Панч, М. Бажан и др., в августе 1934 г. участвовал в работе I Всесоюзного съезда писателей. На I Всеукраинском съезде писателей был единогласно избран руководителем еврейской секции.
В 1935 году был смещён с поста редактора журнала «Фармест». 27 сентября 1937 года в Киеве был арестован работниками НКВД. На стадии «предварительного следствия» обвинён в троцкизме. Затем «следствие» было передано из секретно-политического отдела УГБ НКВД УкрССР в КРО УГБ НКВД УкрССР в рамках Польской операции НКВД СССР. 10 октября 1937 г. расстрелян по приговору Комиссии наркома НКВД и Прокурора СССР. Место захоронения „“ спецобъект НКВД УкрССР «Быковня».
В октябре 1956 года дело А. Абчука было пересмотрено ВКВС СССР, приговор «Двойки» от 10 октября 1937 года — отменëн. А. П. Абчук посмертно реабилитирован.